# فرودگاه برلین براندنبورگ
فرودگاه برلین براندنبورگ (به آلمانی: Flughafen Berlin Brandenburg) (یاتا: BER، ایکائو: EDDB) که به نام ویلی برانت (به آلمانی: Willy Brandt) شهردار برلین و صدراعظم آلمان در دوران جنگ سرد نام‌گذاری شده، یک فرودگاه بین‌المللی است که در جنوب برلین، پایتخت آلمان و در براندنبورگ واقع شده است. این فرودگاه در ۱۸ کیلومتری جنوب‌شرقی مرکز شهر، در ایالت براندنبورگ کشور آلمان قرار دارد و در ارتفاع ۴۸ متری از سطح دریا واقع شده‌است. بیشتر پرواز های این فرودگاه درون قاره اروپا و به مقاصد تفریحی انجام می‌شود، البته که در کنار آنها پروازهای بین قاره‌ای نیز انجام می‌شود.
این فرودگاه به عنوان جایگزین برای فرودگاه‌های تمپل‌هوف، شونفلد و تگل به دلیل افزایش سن آنها و افزایش تعداد مسافران برنامه‌ریزی و ساخته شد. در حال حاضر، این فرودگاه جدید تبدیل به تنها فرودگاه شهر برلین و ایالت براندنبورگ شده است؛ منطقه‌ای که مجموعا ۶ میلیون نفر جمعیت دارد. با راه‌اندازی این فرودگاه، فرودگاه تگل برلین که فرودگاه اصلی شهر برلین بود تعطیل شد و فرودگاه شونفلد برلین نیز تحت نام ترمینال ۵ فرودگاه برلین براندنبورگ به فعالیت خود ادامه می‌دهد. فرودگاه براندنبورگ در حال حاضر با پیشی گرفتن از فرودگاه دوسلدورف به سومین فرودگاه پررفت‌وآمد آلمان تبدیل شده و در بین ۳۰ فرودگاه پررفت‌وآمد اروپا قرار گرفته است. حداکثر ظرفیت این فرودگاه در آغاز راه‌اندازی ۴۸ میلیون مسافر پیش‌بینی شده که ظرفیت ترمینال ۱ از این میان ۲۸ میلیون نفر و ظرفیت ترمینال دو ۶ میلیون نفر خواهد بود. فرودگاه سابق شونفلد که ترمینال ۵ این فرودگاه است ۱۲ میلیون مسافر ظرفیت خواهد داشت. مطابق برنامه‌های توسعه، تا سال ۲۰۳۵ ظرفیت مسافر در این فرودگاه به ۵۸ میلیون مسافر خواهد رسید.
پس از حدود ۱۵ سال برنامه‌ریزی، ساخت و ساز در سپتامبر ۲۰۰۶ آغاز شد و اولین زمان‌بندی‌های بهره‌برداری از فرودگاه برای نوامبر ۲۰۱۱ تنظیم شده بود. اما در ابتدای ماه اکتبر سال ۲۰۱۱ میلادی، فرودگاه با یک سری از تاخیرها و هزینه های اضافی مواجه گردید که به دلیل ضعف برنامه ریزی ساخت و ساز، اجرای ضعیف و مدیریت اشتباه و همچنین فساد بود. فرودگاه براندنبورگ برلین در نهایت در مه ۲۰۲۰ گواهی پایان کار را دریافت کرد و در ۳۱ اکتبر ۲۰۲۰، ۱۴ سال پس از شروع ساخت و ساز و ۲۹ سال پس از آغاز رسمی برنامه‌ریزی، فرودگاه افتتاح و پروازهای آن آغاز شد.
افتتاحیه فرودگاه برلین براندنبورگ در روز ۳۱ اکتبر ۲۰۲۰ با مراسمی که به‌طور زنده از اینترنت پخش شد، انجام شد. اولین پرواز در این فرودگاه از مونیخ به برلین مربوط به شرکت هواپیمایی لوفت‌هانزا در این روز در ساعت ۱۴:۰۵ به وقت اروپای مرکزی به زمین نشست و مسافران وارد ترمینال ۱ این فرودگاه شدند. با افتتاح این فرودگاه، فرودگاه شونفلد و امکانات بازیابی شده آن از ۲۵ اکتبر ۲۰۲۰ تحت عنوان ترمینال ۵ فرودگاه براندنبورگ مورد استفاده قرار گرفته است. همچنین فرایند انتقال پرواز های فرودگاه تگل به فرودگاه براندنبورگ نیز در ۸ نوامبر ۲۰۲۰ کامل شد و تعطیلی فرودگاه تگل را رقم زد.